# 한화테크엠
한화테크엠은 1953년 설립된 신한베어링이 전신이다. 2002년 물적 분할돼 나왔다. 당시 한화의 항공기 부품 사업 부문을 인수했다. 이와 함께 공작기계, 플랜트 기계, 물류 자동화 등 사업을 영위하고 있다. 본사는 경상남도 창원시 성산구에 있다. 2013년 매출은 4897억원, 영업 이익 341억원, 당기 순이익 286억원이었다.

## 한화, 한화테크엠 흡수 합병
한화는 100% 자회사인 한화테크엠을 인적 분할해 사업 부문을 흡수 합병한다고 2014년 6월 25일 공시했다. 세금 및 주식 처분 관계상 남는 한화테크엠의 투자부문 역시 합병종료 후 청산될 예정이다. 분할합병기일은 2014년 10월1일이다.

## 모기업 및 주요 계열사
- 한화 (모기업)
- 한화케미칼
- 한화건설
- 한화생명
- 한화호텔앤드리조트
- 한화 L&C